# Erik Lindegren
Johan Erik Lindegren (n. 5 august 1910, Luleå, Comitatul Norrbotten, Suedia – d. 31 mai 1968, Hedvig Eleonora parish⁠(d), Comitatul Stockholm, Suedia) a fost un poet și critic literar suedez.
A fost membru al Academiei Suedeze.
A scris o lirică ermetică cu accente suprarealistă, explorând universul interior sau zonele purității abstracte și disoluția în neant.
A tradus din William Faulkner, Graham Greene, T.S. Eliot, Saint-John Perse, Paul Claudel, Jean Anouilh.

## Scrieri
- 1942: Mannen utan väg ("Omul fără drum")
- 1947: Sviter ("Suite")
- 1954: Vinteroffer ("Sacrificiul iernii").